# Léon Couturier

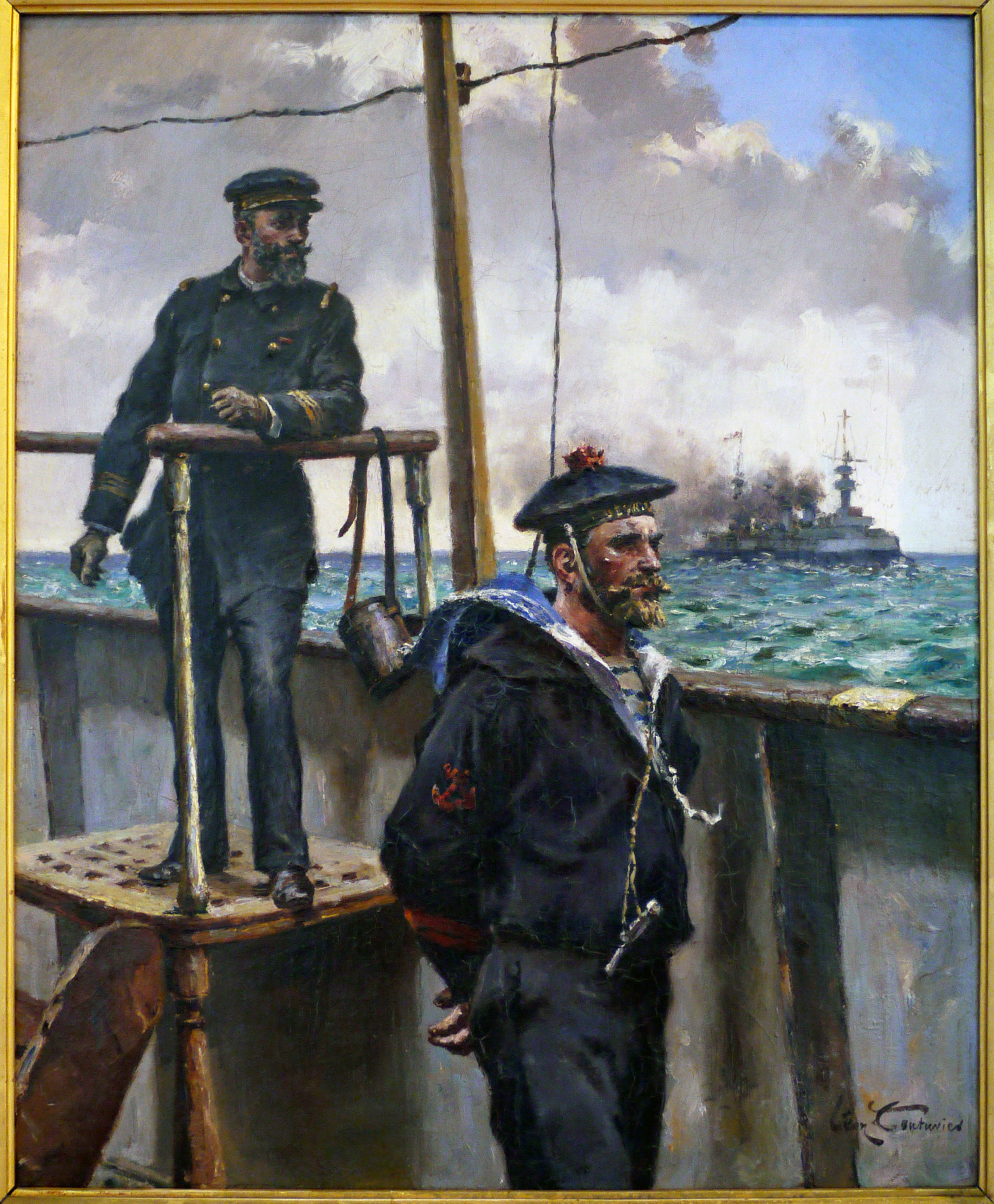
Léon Couturier: Sur la passerelle

Léon Antoine Lucien Couturier (* 29. Dezember 1842 in Mâcon, Département Saône-et-Loire; † 21. Dezember 1935 in Neuilly-sur-Seine) war ein französischer Maler mit Schwerpunkt Marinemalerei und Buchillustrator.

## Leben und Wirken
Couturier war der Sohn des Kaufmanns Louis Marie Couturier und dessen Ehefrau Jeanne Maris Fontanelle. Nach dem Schulbesuch in seiner Heimatstadt besuchte Couturier ab 1860 die École des Beaux-Arts (EBA) in Lyon.
Im Frühjahr 1864 ging Couturier nach Paris und wurde dort Schüler von Alexandre Cabanel in dessen Atelier. Während der Belagerung von Paris 1870 (→Deutsch-Französischer Krieg) half er mit, die Stadt zu verteidigen.
Léon Couturier starb acht Tage vor seinem 93. Geburtstag am 21. Dezember 1935 in Neuilly-sur Seine und fand dort auch seine letzte Ruhestätte.

## Rezeption
Couturiers Erlebnisse und Erfahrungen aus dem Krieg schlugen sich später auch in seinen Bildern nieder. Auf einer längeren Studienreise nach und durch Nordafrika sammelte er Eindrücke, welche dann später ebenfalls Eingang in sein künstlerisches Werk fanden. Ab 1880 widmete sich Couturier fast ausschließlich der Marinemalerei und dies führte 1890 zu seiner Ernennung zum Peintre Officiel de la Marine.

## Ehrungen
- 31. Dezember 1897 Chevalier der Ehrenlegion

## Werke (Auswahl)
Ölgemälde
- Marine du Bayard.
- Sur la paserelle.
- Portrait de marin.
- La longue vue.
- L'école des tambours.

Buchillustrationen
- Émile-Cyprien Driant: La guerre France-Angleterre. Paris 1900 (2 Bde.)
- Maurice Loir: La Marine française. Paris 1893.
- Yann Nibor: La chanson des cols bleus, chants populaires de la flotte française. Paris 1901.
- Yann Nibor: Chansons et récits de mer. Paris 1893.
- Yann Nibor: Nos matelots. Paris 1895.